# 주석수
주석수(朱錫修, 1962년 12월 4일~)는 대한민국의 정치인이다. 제9대 연제구청장이다.

## 학력
- 동의대학교 (행정학 / 학사)
- 부산대학교 행정대학원 (행정학 / 석사)

## 경력
- (사)연제구음식업지부장
- 2010.07 ~ 2014.06: 제5대 부산광역시 연제구의회 의원
- 2014.07 ~ 2018.06: 제7대 부산광역시 연제구의회 의원
  - 2014.07 ~ 2018.06: 제7대 부산광역시 연제구의회 전·후반기 의장
- 연제문화원 이사
- 연제구체육회 부회장
- 2022.07 ~ : 제9대 민선 8기 부산광역시 연제구청장
- 2024.06 ~ : 부산광역시 구청장군수협의회 부회장

## 역대 선거 결과
|  | 14.52% |

|  | 9.98% |

|  | 40.55% |

|  | 12.54% |

|  | 60.51% |

| 전임 이성문 | 제9대 부산광역시 연제구청장 2022년 7월 1일~ |  |